# Кармелићани
Кармелићани или бели фратри су били католички монашки ред настао у 12. веку.

## Историја
Оживљавање пустињаштва текло је истовремено са оживљавањем ходочасништва на Истоку. Безбедни су, међутим, били само ходочасници-пустињаци груписани на брду Кармилу, где се десило по хришћанском веровању чудо када је св. Илија победио Валове противнике. Ту се, 1135. године, оформила група пустињака у настојању да у начину живота подржава овог пророка кога су ранохришћански писци помињали као претечу монаштва. Папа Хонорије III је 1226. године одобрио ред којем је латински патријарх Јерусалима, св. Алберт, претходно прописао правило. Њихово правило било је надахнуто искуством палестинских лаври. Муслимани су приморали ред да се повуче на Кипар, Сицилију, Француску и Енглеску. Папа Иноћентије IV им је 1247. године одобрио оснивање заједнице у насељима где су они почели да проповедају. На Лионском сабору из 1274. године Кармелићани су, уз Доминиканце, Фрањевце и Августинце, проглашени јединим дозвољеним католичким редом. 